# Elecciones federales de Canadá de 1993
La elección federal canadiense de 1993 (oficialmente, la 35.ª elección general) se llevó a cabo el 25 de octubre de ese año para elegir a los miembros de la Cámara de los Comunes de Canadá del 35.º Parlamento de Canadá. Catorce partidos compitieron por los 295 escaños en la Cámara en ese momento. Fue una de las elecciones más memorables en la historia de Canadá, con más de la mitad del electorado cambiando de partido desde la elección de 1988. Los liberales, encabezados por Jean Chrétien, obtuvieron una fuerte mayoría en la Cámara y formaron el próximo gobierno de Canadá.
La elección fue convocada el 8 de septiembre de 1993 por la nueva líder del Partido Conservador Progresista, la primera ministra Kim Campbell, cerca del final del mandato de cinco años de su partido. Cuando asumió el cargo en junio, el partido era profundamente impopular y se vio aún más debilitado por la aparición de nuevos partidos que competían por sus principales partidarios. Los esfuerzos iniciales de Campbell ayudaron al partido a recuperarse un poco en las encuestas preelectorales antes de que se emitieran los autos. Sin embargo, este impulso no duró, y los Conservadores Progresistas sufrieron la derrota más desigual de un partido gobernante canadiense a nivel federal, y una de las peores sufridas por un partido gobernante en el mundo occidental, perdiendo más de la mitad de su voto desde 1988 y todos menos dos de sus 156 asientos. Aunque se recuperaron ligeramente en las elecciones de 1997, los Conservadores Progresistas perdieron escaños en 2000 y nunca volverían a ser una fuerza importante en la política canadiense. En 2003, el Partido Conservador Progresista desapareció por completo cuando se fusionó con el partido más grande de la Alianza Canadiense para crear el nuevo Partido Conservador de Canadá.
En esta elección surgieron dos nuevos partidos, en gran parte de antiguos partidarios de los conservadores progresistas. El Bloc Québécois soberanista ganó casi la mitad de los votos en Quebec y se convirtió en la Oposición Oficial. Hasta la fecha, esta es la única vez que un partido comprometido con la secesión política de una región de Canadá se ha convertido en la Oposición Oficial de Canadá. El Partido Reformista ganó casi tantos escaños y reemplazó a los PC como el principal partido de derecha en los Comunes, aunque solo ganó un escaño al este de Manitoba.
El tercer partido tradicional, el NDP, se derrumbó a nueve escaños solo una elección después de tener lo que fue entonces su mejor desempeño. Sigue siendo el peor resultado del NDP en una elección federal desde su formación y la única elección en la que el partido obtuvo menos de un millón de votos.
La participación de los votantes fue del 70,9%, ajustada de los recuentos iniciales del 69,6% para tener en cuenta los electores fallecidos.

## Resultados
| Partido | Partido                              | Líder             | Candidatos | Escaños          | Escaños    | Escaños  | Escaños    | Voto      | Voto   | Voto    |
| --- | ------------------------------------ | ----------------- | ---------- | ---------------- | ---------- | -------- | ---------- | --------- | ------ | ------- |
| Partido | Partido                              | Líder             | Candidatos | Elección de 1979 | Disolución | Elegidos | % Cambio   | #         | %      | Cambio  |
| | Partido Liberal                      | Jean Chrétien     | 295        | 83               | 79         | 177      | +113.3%    | 5,647,952 | 41.24% | +9.32%  |
| | Bloc Québécois                       | Lucien Bouchard   | 75         | *                | 10         | 54       | *          | 1,846,024 | 13.52% | *       |
| | Partido Reformista                   | Preston Manning   | 207        | -                | 1          | 52       |            | 2,559,245 | 18.69% | +16.59% |
| | Nuevo Partido Democrático            | Audrey McLaughlin | 294        | 43               | 44         | 9        | −79.1%     | 939,575   | 6.88%  | −13.50% |
| | Partido Conservador Progresista      | Kim Campbell      | 295        | 169              | 154        | 2        | −98.8%     | 2,186,422 | 16.04% | −26.97% |
| | Independientes                       | Independientes    | 129        | -                | 3          | 1        |            | 60,434    | 0.73%  | +0.56%  |
| | Partido Nacional                     | Mel Hurtig        | 170        | *                | -          | -        | *          | 187,251   | 1.38%  | *       |
| | Partido Ley Natural                  | Neil Paterson     | 231        | *                | -          | -        | *          | 84,743    | 0.63%  | *       |
| | Sin afiliación                       | Sin afiliación    | 23         | -                | -          | -        | -          | 48,959    | 0.09%  | −0.10%  |
| | Partido Verde                        | Chris Lea         | 79         | -                | -          | -        | -          | 32,979    | 0.24%  | −0.12%  |
| | Partido Herencia Cristiana           | Heather Stilwell  | 59         | -                | -          | -        | -          | 30,358    | 0.22%  | −0.55%  |
| | Partido Libertario                   | Hilliard Cox      | 52         | -                | -          | -        | -          | 14,630    | 0.11%  | −0.14%  |
| | Partido Abolicionista                | John Turmel       | 80         | *                | -          | -        | *          | 9,141     | 0.07%  | *       |
| | Partido de Canadá                    | Joseph Thauberger | 56         | *                | -          | -        | *          | 7,506     | 0.06%  | *       |
| | Partido de la Mancomunidad           | Gilles Gervais    | 59         | -                | -          | -        | -          | 7,316     | 0.06%  | -       |
| | Partido Marxista-Leninista de Canadá | Hardial Bains     | 51         | -                | -          | -        | -          | 5,136     | 0.04%  | +0.04%  |
| | Vacante                              | Vacante           | Vacante    | Vacante          | 4          |          |            |           |        |         |
| Total | Total                                | 2,155             | 295        | 295              | 295        | ±0.0%    | 13,667,671 | 100%      |        |         |
| |                                      |                   |            |                  |            |          |            |           |        |         |
| Sources: http://www.elections.ca History of Federal Ridings since 1867 Archivado el 4 de diciembre de 2008 en Wayback Machine. |                                      |                   |            |                  |            |          |            |           |        |         |